# Ginkgoites
Ginkgoites es un género extinto de plantas pertenecientes a la familia Ginkgoaceae. Se han encontrado fósiles en todo el mundo, en sedimentos del Triásico, Jurásico y Cretácico.

## Localidades
- En Brasil, el geoparque Paleorrota (cuenca sedimentaria del Paraná).[1]